# Francis Godolphin (hrabia)
Francis Godolphin (ur. 3 września 1678 w Londynie, zm. 17 stycznia 1766) – brytyjski arystokrata (2. hrabia Godolphin) i polityk.

## Życiorys
Był jedynym dzieckiem Sidneya Godolphina, 1. hrabiego Godolphin, i Margaret Blagge, córki pułkownika Thomasa Blagge’a. Matka Francisa zmarła kilka dni po jego porodzie i opiekę nad chłopcem przejął jej przyjaciel, John Evelyn. Francis odebrał wykształcenie w Eton College oraz w King’s College na Uniwersytecie Cambridge. Studia ukończył w 1705 r. z tytułem magistra.
W latach 1695–1698 był deputowanym do Izby Gmin z okręgu Helston. 29 czerwca 1698 r. rozpoczął pracę w Sądzie Kanclerskim. W latach 1699–1704 był jednym urzędników przy państwowym Skarbie. W 1701 r. został wybrany do parlamentu z okręgu East Looe, ale uzyskał także mandat z Helston i wybrał do reprezentowania ten okręg. W latach 1704–1711 i 1714–1723 pełnił funkcję Cofferer of the Household. W latach 1705–1708 był opiekunem królewskich stajni. W 1706 r. jego ojciec został kreowany hrabią Godolphin i Francis otrzymał tytuł grzecznościowy „wicehrabiego Rialton”. W latach 1708–1710 reprezentował okręg wyborczy Oxfordshire, a następnie został deputowanym z okręgu Tregony.
Po śmierci ojca w 1712 r. odziedziczył tytuł 2. hrabiego Godolphin i zasiadł w Izbie Lordów. W latach 1715–1739 był Lordem Namiestnikiem Oxfordshire. W 1716 r. został lordem of the Bedchamber króla Jerzego I, a w 1718 r. wielkim stewardem Banbury. 26 maja 1723 r. został powołany do Tajnej Rady. W 1728 r. został wielkim stewardem Woodstock i gubernatorem wysp Scilly.
W 1735 r. otrzymał tytuł barona Godolphin of Helston z prawem dziedziczenia przez krewnych w linii bocznej. Podczas nieobecności w króla w 1723, 1725 i 1727 r. był jednym z lordów sprawiedliwości Królestwa. W latach 1735–1740 był Lordem Tajnej Pieczęci. Kontrolował również zgniły okręg wyborczy Helston. W zamian za poparcie dla swoich kandydatów Godolphin odrestaurował kościół w Helston (1763) oraz płacił raty i podatki za wszystkich wyborców w okręgu. W 1739 r. był jednym ze współzałożycieli Foundling Hospital.
Jak sam twierdził przeczytał w życiu dwie książki – History of my own Time Burneta i Apology Colleya. Zmarł w 1766 r. Został pochowany 25 stycznia w kościele w Kensington. W braku męskich potomków wygasł tytuł hrabiego Godolphin. Tytuł barona odziedziczył jego kuzyn, Francis.

## Rodzina
W marcu 1698 r. poślubił Henriettę Churchill (20 lipca 1681 – 24 października 1733), córkę Johna Churchilla, i Sarah Jennings, córki Richarda Jenningsa. Francis i Henrietta mieli razem dwóch synów i trzy córki:
- William Godolphin (ok. 1700 – 24 sierpnia 1731), markiz Blandford
- Henry Godolphin (ur. ok. 1700)
- Margaret Godolphin (ur. ok. 1703)
- Henrietta Godolphin (zm. 17 lipca 1776), żona Thomasa Pelhama-Hollesa, nie miała dzieci
- Mary Godolphin (1723 – 3 sierpnia 1764), żona Thomasa Osborne’a, miała dzieci